# Карпов, Вадим Львович
Вадим Львович Карпов (род. 14 июля 1954 года) — советский и российский молекулярный биолог, специалист в области физико-химической биологии, член-корреспондент РАН (2016).

## Биография
В 1976 году окончил биологический факультет МГУ. В 1983 году защитил кандидатскую диссертацию «Организация моно- и динуклеосом в хроматине дрозофилы».
В 1990 году защитил докторскую диссертацию «Структурные переходы в хроматине при транскрипции».
Заместитель директора Института молекулярной биологии имени В. А. Энгельгардта РАН.
28 октября 2016 года избран членом-корреспондентом РАН по Отделению биологических наук.

## Научная деятельность
Специалист в области физико-химической биологии.
Автор 134 публикаций.
Основное направление исследований — изучение структуры и функции хроматина, ДНК-белковых взаимодействий как регуляторов генной активности, а также роли протеасомного комплекса в деградации белков в клетке.
Сделал важный вклад в расшифровку структуры нуклеосомы: показал, что in vivo гистон Н1 расположен асимметрично относительно оси нуклеосомы, разработал стратегия, известная в мировой литературе как метод гибридизации с «белковыми тенями», внес большой вклад в изучение ряда индивидуальных генов, выделил и расшифровал ген периферина (цитоскелетного белка) мыши, после чего объяснил причины особенности работы этого гена в разных тканях, обнаружил, что у дрожжей субъединица Rpn4 протеасомы служит одновременно фактором транскрипции и регулирует работу более 500 генов, кодирующих белки, участвующие в убиквитин-зависимой деградации протеинов.
Заведующий лабораторией структуры и функций хроматина МФТИ.
Под его руководством защищены 11 кандидатских диссертаций.

### Научно-организационная деятельность
- член Ученого совета ИМБ РАН;
- член Научного совета по молекулярной биологии и генетике РАН;
- председатель Научного совета по приоритетной научной задаче при Минобрнауке России;
- член экспертного Совета РФФИ;
- член экспертного Совета научной электронной библиотеки РФФИ;
- заместитель главного редактора журнала «Молекулярная биология»[4].

## Награды
- Медаль «За трудовое отличие»
- Премия имени А. А. Баева (совместно с А. В. Белявским, за 2013 год) — за цикл работ «Нуклеопротеидная организация генома»